# John Cusack
John Paul Cusack (Evanston, Illinois, 28 de junio de 1966) es un actor y guionista de cine y televisión estadounidense. Nominado a los Globo de Oro, a los Premios BAFTA y a los Premios del Sindicato de Actores. Conocido por sus papeles en películas como Being John Malkovich (1999), Alta Fidelidad (2000), America's Sweethearts (2001), 1408 (2007) o 2012 (2009). Es hermano de la también actriz Joan Cusack.

## Biografía
John Cusack nació en Evanston, Illinois, Estados Unidos el 28 de junio de 1966 en el seno de una familia católico-irlandesa. Tanto su padre Dick Cusack, como sus hermanos Ann, Bill, Joan y Susie han sido también actores de profesión. Su madre, Nancy Cusack, es profesora de matemáticas jubilada y activista política.
Empezó a actuar desde que era niño. Acudió a clases en el Piven Theatre Workshop de Chicago y a los 12 años ya había hecho varias voces en off para anuncios y algunas apariciones en obras teatrales. Su primera película fue la comedia Class (1983). Más tarde consiguió el papel de John Bender en la película de John Hughes, The Breakfast Club, pero fue sustituido por Judd Nelson. 
En 1988 fundó un grupo de teatro The New Criminals, para el que ha dirigido numerosos montajes.

## Carrera

### 1983-1993
Su debut se produjo gracias al personaje de Roscoe en la comedia Class (1983). Durante los años siguientes tuvo pequeñas intervenciones en Sixteen Candles (1984) y Grandview, USA (1984). En 1985 protagonizó la comedia The Sure Thing. Después encabezó la comedia Better Off Dead (1985). En septiembre llegó a los cines la cinta familiar The Journey Natty Gann (1985). Junto a Demi Moore protagonizó la comedia romántica One Crazy Summer (1986). Apareció brevemente en la aventura familiar de Rob Reiner Stand by Me (1986). Hot Pursuit (1987) fue su siguiente aparición. Apareció brevemente en Broadcast News (1987) de James L. Brooks. Junto a Tim Robbins apareció en Tapeheads (1988). Eight Men Out (1988). Dirigido por Cameron Crowe protagonizó la comedia romántica Say Anything (1989).

### 1994-1999
En octubre de 1994 se estrenó Bullets Over Broadway, escrita y dirigida por Woody Allen . En ella daba vida a un fracasado autor teatral que, por fin, conseguía financiación para una de sus obras. Peter Travers comentó que era "una de las mejores y más reveladoras comedias de Woddy Allen". En Estados Unidos alcanzó los $13,3 millones de recaudación. Junto a Anthony Hopkins protagonizó la comedia The Road to Wellville (1994) basada en la novela de T. Coraghessan Boyle. Roger Ebert puso en duda si la cinta podría ser disfrutada por todo el mundo. Acumuló $6.5 millones en América del Norte. Apareció como el teniente de alcalde de Nueva York en el thriller City Hall (1996) al lado de Al Pacino. Roger Ebert señaló que "muchas partes son tan buenas que la película debería haber sido más, pero no lo es". Sumó $20,3 millones en las taquillas americanas.
Apareció en un episodio de la serie Frasier (1996) interpretando vocalmente a Greg. Debutó en la producción y escribió el guion de la comedia Grosse Pointe Blank (1997), en la que también aparecían Minnie Driver, Alan Arkin y su hermana Joan Cusack. Dio vida a un asesino a sueldo. Leonard Klady opinó que el actor estaba "encantador". Obtuvo $31 millones en las taquillas internacionales. Encabezó el reparto del film de acción Con Air (1997) junto a Nicolas Cage y John Malkovich, dando vida a un oficial de la policía judicial. Time Out la definió como "muy refrescante, pero también muy fría". La recaudación mundial ascendió a los $224 millones. Posteriormente prestó su voz a Dimitri en la cinta animada Anastasia (1997). La crítica alabó la producción y obtuvo casi $140 millones en todo el planeta.
Estuvo presente en la adaptación cinematográfica de Midnight in the Garden of Good and Evil (1997) dirigida por Clint Eastwood y basada en el libro escrito por John Berendt. En ella encarnaba a un joven escritor de Nueva York que era enviado a Savannah. Todd McCarthy escribió en Variety que la película "era visualmente una delicia". Recaudó $25,1 millones en territorio americano. Apareció en el drama bélico sobre la Segunda Guerra Mundial The Thin Red Line (1998) dirigido por Terrence Malick y basado en la novela de James Jones. Roger Ebert definió la película como "fascinante". La cinta fue candidata al Óscar a la mejor película y recaudó $98.1 millones como cómputo internacional total. Su siguiente proyecto fue la comedia Pushing Thin (1999) a las órdenes de Mike Newell, en la que daba vida a un controlador aéreo. Recaudó $8.4 millones en su país de origen.
Posteriormente apareció de forma breve en el drama protagonizado por Aidan Quinn This Is My Father (1998). Junto a Cameron Diaz protagonizó la comedia de Spike Jonze titulada Being John Malkovich (1999). Aquí daba vida a un marionetista callejero que vivía en la ciudad de Nueva York. Owen Gleiberman dijo que era "el guion original más excitante del año". Recaudó $32,3 millones en todo el planeta. Asimismo fue candidato al Premio del Sindicato de Actores al mejor reparto. Después formó parte del reparto de Cradle Will Rock (1999), el drama que tenía tras las cámaras al Tim Robbins. Aquí encarnó al político estadounidense Nelson Rockefeller. Lisa Schwarzbaum escribió en Entertainment Weekly que la película "sabe cómo mantener al público contento". La recaudación no llegó a los $3 millones en Norteamérica.

### 2000-2005

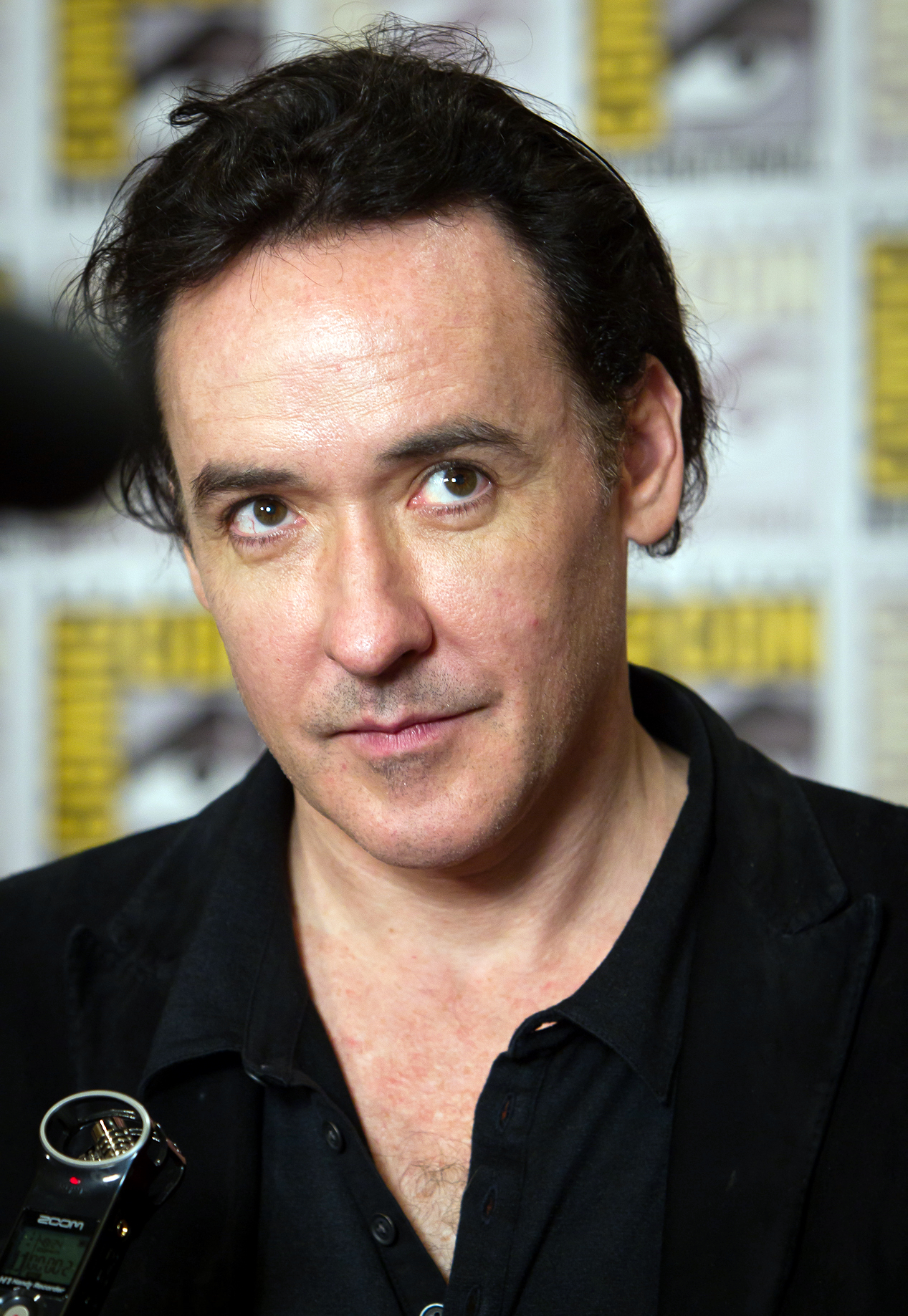
John Cusack Comic-Con 2011

Ejerció como productor y actor en el telefilme The Jack Bull dirigido por John Badham y junto a John Goodman, en el que interpretaba a un tratante de caballos que tenía problemas con el cacique local. Después de esta intervención televisiva ejerció de productor y guionista en High Fidelity (2000), basada en una novela de Nick Hornby. Fue dirigida por Stephen Frears y en ella interpretaba al propietario de una tienda de discos de Chicago en la que sólo se venden discos de vinilo. Peter Travers apuntó que "todavía seguirás sonriendo cuando la película haya acabado". Su actuación le valió una nominación al Globo de Oro al mejor actor de comedia o musical y al Independent Spirit Award al mejor actor. Su trabajo como guionista también fue reconocido con una candidatura al BAFTA al mejor guion adaptado. Alcanzó los $47,1 millones globalmente.
Su siguiente proyecto fue la comedia America's Sweethearts (2001) junto a Julia Roberts, Catherine Zeta-Jones y Billy Crystal. Daba vida a un actor que se veía obligado a estrenar una nueva película junto a su exnovia. La prensa cinematográfica concluyó que sólo era divertida a ratos. Recaudó $138,1 millones internacionalmente. Después protagonizó al lado de Kate Beckinsale la comedia romántica Serendipity (2001), en la que interpretaba a un neoyorquino que se enamoraba de una mujer comprometida. La crítica la definió como "encantadora". Sumó $77,5 millones globalmente. Posteriormente actuó como un profesor de arte judío que entablaba amistad con uno de sus alumnos, llamado Adolf Hitler, en el drama Max (2002). Roger Ebert la describió como "peculiar e intrigante". Alcanzó los $539.879 dólares en Estados Unidos.
A las órdenes de James Mangold encabezó el reparto del thriller de terror Identity (2002), en el que interpretaba a Ed, un viajero que se veía obligado a alojarse en un misterioso hotel para resguardarse de una tormenta. Mike LaSalle escribió que era "más que un entretenido thriller. Es uno muy original". Acumuló 90,2 millones tras su exhibición comercial. Su siguiente proyecto fue Runaway Jury (2003), dirigido por Gary Fleder, adaptación cinematográfica de la novela de título homónimo escrita por John Grisham. Aquí encarnaba a un miembro de un jurado que era chantajeado. Elvis Mitchell opinó en The New York Times que "John Cusack realiza una de sus interpretaciones más astutas en mucho tiempo". Obtuvo $80.1 millones en todo el planeta.
Protagonizó junto a Diane Lane la comedia romántica Must Love Dogs (2005) en la que interpretaba a un amante de los perros que conocía a una mujer a través de internet. Ann Hornaday escribió en el Washington Post que "gracias a sus protagonistas es afable y tierna, tal y como su título parece indicar". Obtuvo $58,4 millones en taquilla tras su exhibición internacional. Su siguiente proyecto fue el thriller The Ice Harvest (2005) en el que daba vida a Charlie Arglist un abogado que estafaba más de dos millones de dólares a un capo de Kansas City. Sus compañeros de reparto fueron Billy Bob Thornton y Randy Quaid. J. Hoberman la describió como "divertida, tensa y extremadamente bien hecha". La recaudación mundial apenas excedió los $10 millones.

### 2006-2010
Al lado de Morgan Freeman y dirigido por Bruce Beresford estelarizó The Contract (2007), interpretando a un hombre viudo que tenía que rescatar de un accidente de coche a un asesino a sueldo y al agente del FBI que le custodiaba. La cinta fue universalmente denostada por la crítica; Jay Leydon señaló en Variety que era "un formulario thriller que nunca explota el talento de Freeman y Cusack". En Norteamérica fue estrenada directamente en el mercado del DVD, fuera de dichas fronteras acumuló $5.5 millones. Posteriormente protagonizó junto a Samuel L. Jackson la cinta de terror 1408 (2007) dirigida por Mikael Håfström y basada en un relato de Stephen King. En ella era Mike Enslin, un escéptico escritor de novelas de terror que se alojaba en una habitación de hotel en la que habían sucedido numerosos hechos paranormales. Desiree Belmarez la definió como "una película psicológicamente emocionante que te dejará sin aliento". Recaudó $132 millones en las taquillas internacionales.
En Martian Child (2007) encarnó a un escritor que tras la muerte de su mujer caía en una fuerte depresión que le llevaba a adoptar a un niño con trastornos psiquiátricos ya que el niño cree que es procedente de Marte. Roger Ebert la describió como "demasiado sosa y segura". Acumuló $9,3 millones tras su exhibición mundial. Ejerció de productor y encabezó el reparto del drama Grace Is Gone (2007) en el que interpretaba a un hombre cuya esposa acababa de morir en la guerra de Irak. Roger Ebert destacó en el Chicago Sun Times que "Cusack realiza una gran interpretación". Su recaudación mundial fue de sólo $1 millón.
Escribió y produjo la comedia War, Inc (2008) en la que daba vida a un asesino profesional. Junto a él aparecían Hilary Duff, Marisa Tomei y su hermana Joan Cusack, entre otros. La reseña escrita en el New York Post por Lou Lumenick decía "me gusta John Cusack, pero no puedo ni imaginar que estaba pensando cuando protagonizó, produjo y escribió la sátira War, Inc". Su cómputo total en la taquilla fue de $1.2 millones. En 2008 prestó su voz a la cinta de animación Igor que fue definida por Robert Wilonsky en L.A Weekly como "tan mala que asusta". Su cómputo total tras su proyección internacional fue de $30.7 millones.
Se puso al frente de la superproducción dirigida por Roland Emmerich 2012 (2009) que narraba el fin del mundo siguiendo la teoría de los Mayas. Claudia Puig escribió en el USA Today que era "un absurdo divertimento con alucinantes efectos especiales". Recaudó $769,6 millones en todo el planeta, convirtiéndose en la quinta película más exitosa del año y en la cinta que más dinero ha recaudado de su carrera. Su siguiente aparición fue en la comedia producida por él mismo Hot Tub Time Machine (2010) en la que era transportado al pasado gracias a un jacuzzi que resulta ser una máquina del tiempo. A. O. Scott escribió en el New York Times que "es divertida, es triste, pero es de esa tristeza que es muy divertida". Recaudó $64.5 millones tras su explotación comercial. En algunos territorios se estrenó el drama Shanghai (2010) dirigido por Mikael Håfström y en el que aparecían Chow Yun Fat y Ken Watanabe. Daba vida a un agente secreto que llegaba a Shanghái para investigar la muerte de su mejor amigo. Apenas rebasó los $9 millones de recaudación.

### 2010-Actualidad

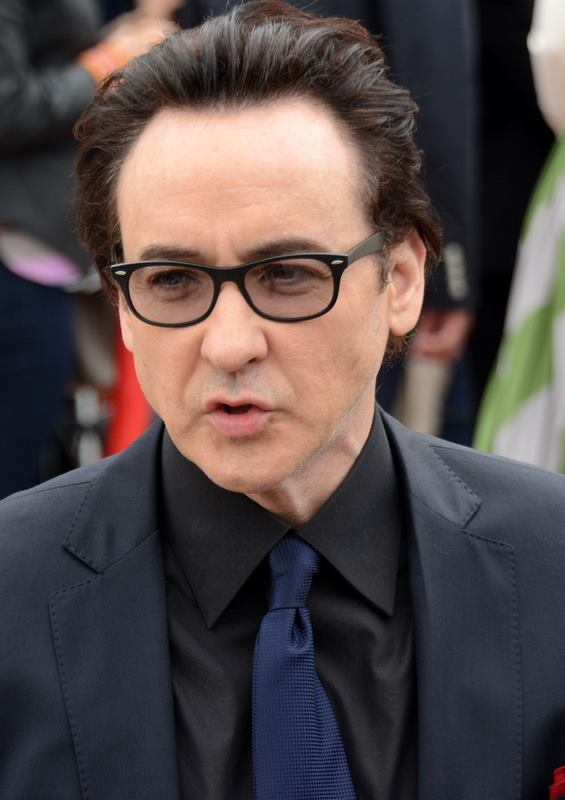
John Cusack Cannes 2014

Dirigido por James McTeigue encarnó al escritor Edgar Allan Poe en The Raven (2012). Claudia Puig definió la interpretación del actor como "intensa". Su recaudación global fue de $29.6 millones. Participó en la adaptación cinematográfica de The Paperboy (2012) basada en la novela de título homónimo escrita por Peter Dexter junto a Nicole Kidman, Matthew McConaughey y Zac Efron bajo la dirección de Lee Daniels. La crítica la describió como "melodramática y de poca calidad". Su recaudación mundial fue de apenas $1.3 millones.
Entre 2012 y 2013 tres películas protagonizadas por el actor se estrenaron directamente en el mercado doméstico, siendo la primera de ellas The Factory (2012) junto a Jennifer Carpenter; a la que siguieron el thriller The Numbers Station (2013), que fue descrito como "un drama de espionaje tan triste y plano como el búnker en el que se desarrolla", y la cinta de acción al lado de Nicolas Cage The Frozen Ground (2013), donde interpretó al infame asesino serial Robert Hansen. Esta última fue definida por Tom Huddleston en Time Out como "un poco ambicioso thriller de la vieja escuela, nada más y nada menos". Formó parte del elenco de The Butler (2013) interpretando al expresidente de Estados Unidos Richard Nixon. Joe Neumaier reseñó que era "un emocionante film lleno de corazón". Sumó $176,5 millones tras su proyección internacional. Asimismo optó al Premio del Sindicato de Actores al mejor reparto, junto a Forest Whitaker, Oprah Winfrey, Robin Williams y Jane Fonda, entre otros.
Con Elijah Wood encabezó el reparto de la producción española Grand Piano (2013), estrenada en España el 25 de octubre de 2013. Su estreno en Estados Unidos se produjo el 7 de marzo de 2014, recaudado apenas $22.555 dólares. John Anderson comentó en Newsday que el film era "absurdo, pero angustiosamente divertido". Pese a haber sido rodada años antes la comedia Adult World (2014) fue estrenada el día de San Valentín de 2014. Su recaudación en América del Norte fue de menos de $20.000 dólares. El siguiente estreno en cines fue el drama The Bag Man (2014) junto a Robert De Niro, filmado en verano de 2012. Elizabeth Weitzman se preguntó en New York Daily News "¿qué obtiene John Cusack, personal o profesionalmente, de hacer tantas películas mediocres como este vacío y estúpido thriller?". Su recaudación fue de $56.574 dólares.

## Vida privada
El actor no ha estado casado ni comprometido a lo largo de su vida. Aun así se le ha relacionado sentimentalmente con Neve Campbell, Minnie Driver, Lili Taylor o Claire Forlani, todas ellas actrices, y con la cantante Sheryl Crow. Además, ha afirmado en numerosas ocasiones que:

La fama es lo peor que le puede pasar a un actor.
John Cusack.

## Filmografía
- Class (1983)
- Sixteen Candles (1984)
- Grandview, U.S.A. (1984)
- The Sure Thing (1985)
- Natty Gann (1985)
- Better Off Dead (1985)
- Stand by Me (1986)
- One Crazy Summer (1986)
- Persecución intensa (1987)
- Broadcast News (1987)
- Eight Men Out (1988)
- Tapeheads (1988)
- Say Anything... (1989)
- Arma secreta (1989)
- The Grifters (1990)
- El verdadero ser (1991)
- Sombras y nieblas (1992)
- Bob Roberts (1992)
- Roadside Prophets (1992)
- Money for Nothing (1993)
- Map of the Human Heart (1993)
- Floundering (1994)
- Bullets Over Broadway (1994)
- El balneario de Battle Creek (1994)
- City Hall (1996)
- Grosse Pointe Blank (1997)
- Con Air (1997)
- Anastasia (1997, voz)
- Medianoche en el jardín del bien y del mal (1997)
- Chicago Cab (1997)
- This Is My Father (1998)
- The Thin Red Line (1998)
- Pushing Tin (1999)
- Cradle Will Rock (1999)
- Being John Malkovich (1999)
- Sin piedad (1999)
- High Fidelity (2000)
- America's Sweethearts (2001)
- Serendipity (2001)
- Max (2002)
- Adaptation (2002, cameo)
- Identity (2003)
- Runaway Jury (El jurado) (2003)
- Must Love Dogs (2005)
- The Ice Harvest (2005)
- The Contract (2006)
- Martian Child (2007)
- Grace Is Gone (2007)
- War, Inc. (2007)
- 1408 (2007)
- Igor (Voz) (2008)
- 2012 (2009)
- Hot Tub Time Machine (2010)
- Shanghai (2010)
- The Factory (2011)
- Limbo (2012)
- The Paperboy (2012)
- The Raven (El enigma del cuervo) (2012)
- The Frozen Ground (2013)
- Dictablanda (2012)
- Adult World (2013)
- No somos animales (2013)
- Grand Piano (2013)
- El mayordomo (2013)
- The numbers station (Código de defensa) (2013)
- The Bag Man (El encargo) (2014)
- The Prince (2014)
- Drive hard (2014)
- Dragon Blade (2015)
- Love and Mercy (2015)
- Cell (2016)
- Singularity (2017)
- Distorted (2018)
- River Runs Red (2018)
- Never Grow Old (2019)
- Pursuit (2018)

## Premios
| Año  | Premio                                  | Categoría                                | Película             | Resultado |
| ---- | --------------------------------------- | ---------------------------------------- | -------------------- | --------- |
| 2001 | Globos de Oro                           | Mejor actor - Comedia o musical          | High Fidelity        | Nominado  |
| 2001 | Premios BAFTA                           | Mejor guion adaptado                     | High Fidelity        | Nominado  |
| 2008 | Premios Saturn                          | Mejor actor                              | 1408                 | Nominado  |
| 2001 | American Comedy Awards                  | Mejor actor                              | High Fidelity        | Nominado  |
| 1998 | Blockbuster Entertainment Awards        | Mejor actor de reparto - Acción/Aventura | Con Air              | Nominado  |
| 1990 | Chicago Film Critics Association Awards | Actor más prometedor                     | Say Anything...      | Ganador   |
| 1998 | Chlotrudis Awards                       | Mejor guion                              | Grosse Pointe Blank  | Nominado  |
| 2001 | Empire Awards                           | Mejor actor                              | High Fidelity        | Nominado  |
| 2012 | Fright Meter Awards                     | Mejor actor                              | The Raven            | Nominado  |
| 2007 | Fright Meter Awards                     | Mejor actor                              | 1408                 | Ganador   |
| 2000 | Independent Spirit Awards               | Mejor actor                              | High Fidelity        | Nominado  |
| 2001 | London Critics Circle Film Awards       | Actor del año                            | Being John Malkovich | Nominado  |
| 1998 | Online Film & Television Association    | Mejor actor - Comedia/Musical            | Grosse Pointe Blank  | Nominado  |
| 1999 | Satellite Awards                        | Mejor reparto                            | The Thin Red Line    | Ganador   |
| 2014 | Premios del Sindicato de Actores        | Mejor reparto                            | The Butler           | Nominado  |
| 2000 | Premios del Sindicato de Actores        | Mejor reparto                            | Being John Malkovich | Nominado  |
| 2010 | Teen Choice Awards                      | Mejor actor - Sci-Fi                     | 2012                 | Nominado  |
| 2000 | Teen Choice Awards                      | Hissy Fit                                | High Fidelity        | Nominado  |
| 2001 | USC Scripter Award                      | Mejor guion                              | High Fidelity        | Nominado  |
| 2001 | Writers Guild of America                | Mejor guion                              | High Fidelity        | Nominado  |